# Симптом Шеффера
Симптом Шеффера (англ. Schaeffer's sign, також «Рефлекс Шеффера», англ. Schäffer's reflex) — неврологічний симптом. Натискання лікарем під час проведення неврологічного обстеження на ахіллове сухожилля призводить до розгинання стопи. Він спостерігається у пацієнтів з ураженням пірамідного тракту — при пошкодженні верхніх рухових нейронів. Симптом відносять до симптомів, подібних симптому Бабінскі.
Названий на честь німецького невролога Макса Шеффера (нім. Max Schäffer).